# Tour de Côte d'Ivoire
Le Tour de Côte d'Ivoire est une compétition cycliste organisée de façon non régulière en Côte d'Ivoire. De 2015 à 2018, elle fait partie du calendrier de l'UCI Africa Tour, en catégorie 2.2.
Parmi ses vainqueurs ont figuré les professionnels français Jean Gainche, vainqueur en 1953 (4 victoires d'étapes), pendant son service militaire effectué dans le territoire, 1954 (9 victoires d'étapes), et 1959 ainsi que Raphaël Géminiani, vainqueur en 1957 (avec 9 victoires d'étapes).
Après 1960, année de l'indépendance du pays, l'épreuve sera remportée à 3 reprises par le coureur cycliste camerounais, Joseph Kono.

## Édition 1959
Le 13 décembre 1959, plusieurs coureurs cyclistes professionnels européens, dont Jacques Anquetil, Henry Anglade, Roger Rivière, Fausto Coppi et Raphaël Géminiani, participent à une course organisée au Burkina Faso, à l'époque appelé la Haute-Volta. Le « campionissimo » Fausto Coppi y contractera la malaria dont il décédera quelques mois plus tard. Cette course en Afrique aura été sa dernière compétition. À la suite de cette tragédie, les champions européens déserteront les compétitions africaines pendant de longues années.

## Édition 2015

### Parcours
Le tour de Côte d'Ivoire - tour de la réconciliation de cette année présente une affiche de rêve. Il n'en pouvait pas être autrement puisque la vingt et  deuxième (22) édition qui s'est déroulé du 27 septembre au 2 octobre a été est inscrite au calendrier Africa Tour de l’union Cycliste Internationale avec six (6) étapes.

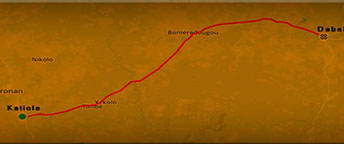
La première étape du tour de Côte d'Ivoire 2015.

## Palmarès
| Année     | Vainqueur            | Deuxième          | Troisième           |
| --------- | -------------------- | ----------------- | ------------------- |
| 1953      | Jean Gainche         |                   |                     |
| 1954      | Jean Gainche         |                   |                     |
| 1956      | Lagarde              | François Bélibi   | Azaud               |
| 1957      | Raphaël Géminiani    | Ferdinand Devèze  | Azaud               |
| 1958      | Guy Berthoumieu      | Konakon Kaoumé    | Azaud               |
| 1959      | Jean Gainche         | André Ruffet      | Pommier             |
| 1960      | Alfred Gratton       | Vincent Vitetta   | Adrien Aravecchia   |
| 1961      | Joseph Kono          |                   |                     |
| 1962      | Joseph Kono          |                   |                     |
| 1963      | Ange Roussel         |                   |                     |
| 1964      | Oscar Michel         |                   |                     |
| 1981      | Rodrigue Mathieu     |                   |                     |
| 1985      | Jean-Baptiste Kouamé |                   |                     |
| 1999-2011 | non disputé          |                   |                     |
| 2012      | Issiaka Fofana       |                   |                     |
| 2013,     | Issiaka Cissé        | Malween Bodin     | Abdoul Aziz Nikiéma |
| 2014      | Issiaka Cissé        | Hamidou Sankara   | Issiaka Fofana      |
| 2015      | Mouhssine Lahsaini   | Janvier Hadi      | Guy Smet            |
| 2016      | Mohcine El Kouraji   | El Mehdi Chokri   | Issiaka Cissé       |
| 2017      | Dieter Bouvry        | Louis Verhelst    | Matthias Legley     |
| 2018      | Issiaka Cissé        | Clovis Kamzong    | Mathias Sorgho      |
| 2019      | Paul Daumont         | Mathias Sorgho    | Artuce Tella        |
| 2020      | non disputé          |                   |                     |
| 2021      | Abou Sanogo          | Souleymane Traoré | Amadou Lengani      |
| 2022      | Souleymane Traoré    | Paul Daumont      | Abou Sanogo         |
| 2023      | Abou Sanogo          | Moucaïla Rawendé  | Harouna Ilboudo     |
| 2024      | Rodrigue Kuere       | Fabrice Chofor    | Clovis Kamzong      |